# 霸陵县
霸陵县，中国古县名。位于陕西省西安市境内。
本为秦国芷阳县，汉文帝时，修建霸陵而更名。今位于西安市灞桥区新筑街道新寺村西侧的新寺遗址被认为是霸陵县治所所在。新朝时，称水章县。三国曹魏时改称霸城县。